# 埃米·迈耶
埃米·迈耶（英語：Amy Meyer，1991年9月19日—），生于新南威尔士州，澳大利亚女子柔道运动员。她曾代表澳大利亚参加2014年英联邦运动会柔道比赛，获得女子48公斤级铜牌。